# 高張 (齊國)
高張（？—？），姜姓，高氏，齊國上卿高傒的後代、齊大夫高偃的兒子，中國春秋時期齊國的大夫。
前513年春，魯昭公從晉國乾侯回到魯國鄆城，齊景公派遣高張來問候魯昭公，稱魯昭公為主君。子家懿伯認為這是國君對大夫的稱謂，齊景公已鄙視魯昭公，魯昭公自取其辱，魯昭公返回到乾侯
前510年冬，高張代表齊國與魯國仲孫何忌、晉國韓不信、宋國仲幾、衛國世叔申、鄭國國參、曹、莒、薛、杞、小邾等國大夫為於城周築城而會盟。
前502年夏，高張、國夏率軍討伐魯國西面邊境，晉國由士鞅、趙鞅、荀寅率軍援救魯國。
前490年，齊景公臨終前，吩咐高張與國夏，輔立小兒子公子荼為國君，逐群公子，遷至東萊。景公死後，高張與國夏共立荼為國君，是為晏孺子。但是田乞想立景公的另一個兒子公子陽生為國君。於是，他表面上與兩位上卿關係融洽，暗地裡從恿大夫們及早謀反，大夫們畏懼高、國兩家，所以都聽從田乞。於是，田乞與鮑牧率兵進宮叛亂，攻打高、國兩家。高張逃亡，與國夏一起營救晏孺子。孺子的軍隊很快被打敗，田乞乘勝追擊國夏，國夏逃亡到莒國。軍隊返回，殺掉高張（《左传》只说高张逃亡鲁国）。與此同時，田乞等人擁立公子陽生為國君，是為齊悼公。